# 長崎巌
長崎 巌（ながさき いわお、1953年5月19日 - ）は、服飾研究者、共立女子大学教授。
大阪市生まれ。1976年東京藝術大学美術学部芸術学科卒、82年同大学院美術研究科博士後期課程満期退学、東京国立博物館学芸部法隆寺宝物室勤務、84年同工芸課染織室、90年染織室長。2002年共立女子大学家政学部教授。2005年きもの文化賞受賞。
様々な染織品に接した経験をいかし、染織、服装、意匠など多方面にわたって日本の染織文化や服飾文化史を研究する。また、海外流失した日本の染織品の調査にも携わる。

## 著書
- 『絣』小学館 1993
- 『日本の染織 小袖』京都書院美術双書 1993
- 『日本の染織 振袖』京都書院美術双書 1994
- 『在外日本染織集成』小学館 1995
- 『染と織を訪ねる』美術館へ行こう　新潮社 1998
- 『「きもの」と文様 日本の形と色』講談社 1999
- 『きものと裂のことば案内』小学館 2005
- 『小袖 日本伝統の装い、その華やかな歴史をたどる』ピエ・ブックス 2006
- 『勇将の装い 戦国の美意識-甲冑・陣羽織』米原實輝子企画・編集 ピエ・ブックス 2008

### 共著・監修など
- 『小袖 1』河上繁樹共編著 毎日新聞社 鐘紡コレクション 1987
- 『花と華』米田芳秋,湯浅浩史,湯本貴和共著 形の文化会『形の文化誌』編集委員会編集 工作舎 1999
- 『木綿古裂をたのしむ』監修 講談社 2003
- 『春夏秋冬かさねいろ 平安の配彩美』監修 ピエ・ブックス 2005
- 『すぐわかる茶の湯の裂地』監修 東京美術 2007
- 『きもの 和のデザインと心』監修 東京美術 2008
- 『日本の伝統色配色とかさねの事典』監修 ナツメ社 2008
- 『小袖雛形』解説 青幻舎 2009
- 『日本の伝統文様と伝統色 自由に使える伝統文様とオリジナル作品を充実収録』監修 ナツメ社 2009
- 『衣生活論 持続可能な消費に向けて 新版』山口庸子,生野晴美編著 辻幸恵,佐藤悦子,多屋淑子,池田節子共著 アイ・ケイコーポレーション 2012
- 『Kimono Beauty : シックでモダンな装いの美 江戸から昭和』監修 東京美術 2013

## 論文
- Cinii